# Dennis Voshart
Dennis Voshart (Scharendijke, 10 april 1970) is een Nederlands korfballer uit de provincie Zeeland. Hij is tweevoudig Korfballer van het Jaar, meervoudig international en landskampioen geworden.
Voshart is getrouwd met Jiska Brandt, die ook korfbalster op het hoogste niveau was.

## Spelerscarrière
Voshart is een geboren Zeeuw en begon logischerwijs met korfbal in zijn provincie Zeeland. Zo speelde hij bij All Ready uit Zierikzee in 1985, TOGO uit Goes van 1986-1990 en van 1990 t/m 1992 bij K.V. Swift (Middelburg). Voshart bleek een all-round talent met een goed afstandsschot, waardoor hij zich in de kijker speelde bij de grotere clubs.
In 1992 stapte hij over naar DKOD dat in de zaal op het hoogste Nederlandse niveau speelde. Uiteindelijk speelde Voshart bij DKOD van 1992 t/m 1996. In zijn periode bij deze club speelde hij de landelijke zaalfinale in 1994 en de veldfinale van 1996. In de zaalfinale van 1994 speelde DKOD tegen ROHDA, maar verloor met 14-10. De veldfinale van 1996 werd echter wel gewonnen. In die wedstrijd won DKOD van PKC met 19-18. Voshart scoorde net als Heleen van der Wilt 6 maal. Daarnaast won Voshart in 1995 2 prijzen; hij won in dat jaar de prijs van Korfballer van het Jaar en de Jaap Haalboom Trofee bij DKOD.
In 1996 stapte Voshart over naar Deetos uit Dordrecht. Hij speelde daar t/m 2004 en in deze periode beleefde hij veel hoogtepunten. In zijn eerste seizoen bij Deetos stond het na de zaalcompetitie gedeeld eerste. Er moest een beslissingswedstrijd worden gespeeld tegen AKC Blauw-Wit. Deetos won deze wedstrijd met 25-21, waardoor het in de zaalfinale stond. In de finale werd er met 19-13 verloren van PKC. In zijn tweede seizoen bij Deetos viel hij ook persoonlijk in de prijzen. Zo won hij in 1997 voor de tweede keer in zijn carrière de prijs van Korfballer van het Jaar, maar ook werd hij in dat jaar verkozen tot Zeeuws Sporter van het Jaar. In 1998-1999 speelde Voshart met Deetos de veldfinale. Met 21-16 werd daarin gewonnen van OA/Olympia. Hierdoor was Voshart voor de tweede keer in zijn carrière veldkampioen van Nederland. In seizoen 2000-2001 werd Voshart in de zaalcompetitie topscoorder van Nederland. Hij maakte 81 goals in de competitie. In 2002 speelde Voshart met Deetos de veldfinale. Hierin speelden ze tegen Die Haghe, maar werd er verloren met 15-13.
In 2004 stopte Voshart bij Deetos. Hij speelde nog tot 2009 bij All Ready, waar hij al eens eerder had gespeeld. Daar sloot hij zijn carrière af.

## Erelijst
- Nederlands kampioen veldkorfbal, 2x (1996, 1999)
- Korfballer van het Jaar, 2x (1995, 1997)

## Oranje
In 1994, toen Voshart bij DKOD speelde werd hij voor het eerst geselecteerd voor het Nederlands Team. Hij stopte bij Oranje in 2003 en had toen 45 interlands op zijn naam staan (7 op het veld en 38 in de zaal). In die periode won hij goud op 2 EK's, 3 WK's en 2 World Games. Vooral de EK finale 1998 was bijzonder voor Voshart. In de finale tegen België werd hij topscoorder met 9 treffers.
Zijn laatste wedstrijd voor Oranje was de finale van het WK in 2003. Hij werd tegelijkertijd met Taco Poelstra gewisseld in de tweede helft met een publiekswissel. Hij werd vervangen door Joost Preuninger, wat 1 van de grootste jeugdtalenten was.
| Jaar | Toernooi    | Toernooi Winnaar |
| ---- | ----------- | ---------------- |
| 2003 | WK          | Nederland        |
| 2002 | EK          | Nederland        |
| 2001 | World Games | Nederland        |
| 1999 | WK          | Nederland        |
| 1998 | EK          | Nederland        |
| 1997 | World Games | Nederland        |
| 1995 | WK          | Nederland        |

## Coach
Nadat hij stopte als speler ging Voshart aan de slag als coach. Vanaf 2011 werd hij duo coach bij Deetos, dat op het hoogste Nederlandse niveau speelde, namelijk de Korfbal League. Deetos degradeerde in 2013 terug naar de Hoofdklasse. In 2014 stopte hij met coachen en Hans Leeuwenhoek nam het stokje over als hoofdcoach bij Deetos.